# 우주 달력
우주 달력(영어: Cosmic Calendar)은 우주의 역사를 시각화하는 방법으로, 현재 알려진 138억년의 우주 나이를 1년으로 환산하여 과학 교육이나 대중 과학에서 교육적 목적을 위해 직관적 이해를 돕는 것을 목적으로 한다.
이러한 시각화에서 빅뱅은 1월 1일 자정에 일어났고, 현재 순간은 12월 31일 자정 직전으로 설정된다. 우주 달력에서 1초는 실제 시간으로 438년, 1시간은 158만년, 하루는 3,780만년에 해당한다.
이 개념은 칼 세이건이 1977년에 그의 저서인 《에덴의 용》과 1980년에 TV 시리즈인 《코스모스》를 통해 대중화시켰다. 시간은 표면적 측면에서 비교를 확장하며, 세이건은 우주 달력을 축구장 크기로 축소한다면 "그의 손만한 면적에 인류의 역사가 모두 담겨 있을 것"이라고 설명했다.
지질학적 시간 척도와 지구 생명체의 역사를 시각화하는 데 사용되는 유사한 것으로 지구 달력이 있다.

## 도표
아래의 그림은 우주 달력을 그래픽으로 표현한 것이다.
|  |

|  |

## 우주론
| 날짜     | 년 전        | 사건                                                               |
| -------- | ------------ | ------------------------------------------------------------------ |
| 1월 1일  | 138억년 전   | 자정 14분 후에 마지막으로 방출되었을 우주 배경 복사를 통해 본 빅뱅 |
| 1월 19일 | 131억년 전   | 가장 오래된 감마선 폭발로 알려져 있음                              |
| 1월 26일 | 128.5억년 전 | 최초의 은하 형성                                                   |
| 3월 16일 | 110억년 전   | 우리 은하 형성                                                     |
| 5월 13일 | 88억년 전    | 우리 은하의 얇은 원반 형성                                         |
| 9월 2일  | 45.7억년 전  | 태양계의 형성                                                      |
| 9월 6일  | 44억년 전    | 지구 상에서 알려진 가장 오래된 암석                                |

공식으로부터 계산된 날짜
T(일) = 365일 * ( 1- T_Gya/13.797 )

## 지구 상의 생명의 진화
| 날짜Date         | 년 전        | 사건                                                                                                   |
| ---------------- | ------------ | --- |
| 9월 14일         | 41억년 전    | 최초로 알려진 생물체와 관련된 유해 (오스트레일리아 웨스턴오스트레일리아주의 41억년 된 암석에서 발견됨) |
| 9월 21일         | 38억년 전    | 최초의 생명체 (원핵생물)                                                                               |
| 9월 30일         | 34억년 전    | 광합성                                                                                                 |
| 10월 29일        | 24억년 전    | 대기의 산소화                                                                                          |
| 11월 9일         | 20억년 전    | 복잡한 세포 (진핵생물)                                                                                 |
| 12월 5일         | 8억년 전     | 최초의 다세포 생물                                                                                     |
| 12월 7일         | 6.7억년 전   | 단순한 동물                                                                                            |
| 12월 14일        | 5.5억년 전   | 절지동물 (곤충류, 거미류의 조상)                                                                       |
| 12월 17일        | 5억년 전     | 어류 및 원시양서류                                                                                     |
| 12월 20일        | 4.5억년 전   | 육상 식물, 오르도비스기-실루리아기 대량절멸                                                            |
| 12월 21일        | 4억년 전     | 곤충 및 씨앗                                                                                           |
| 12월 22일        | 3.6억년 전   | 양서류, 데본기 말기 대량절멸                                                                           |
| 12월 23일        | 3억년 전     | 파충류                                                                                                 |
| 12월 24일        | 2.5억년 전   | 페름기-트라이아스기 대량절멸, 당시 생물의 모든 과의 57%와 모든 속의 83%가 멸종함.                      |
| 12월 25일        | 2.3억년 전   | 공룡                                                                                                   |
| 12월 26일        | 2억년 전     | 포유류, 트라이아스기-쥬라기 대량절멸                                                                   |
| 12월 27일        | 1.5억년 전   | 조류 (조류 공룡)                                                                                       |
| 12월 28일        | 1.3억년 전   | 꽃 |
| 12월 30일, 06:24 | 6,500만년 전 | 백악기-고진기 대량절멸, 비조류 공룡이 멸종함                                                           |

## 인류의 진화
| 날짜 / 시간         | 년 전          | 사건                    |
| ------------------- | -------------- | ----------------------- |
| 12월 30일           | 6,500만년 전   | 영장류                  |
| 12월 31일, 06:05    | 2,800만년 전   | 유인원                  |
| 12월 31일, 14:24    | 1,230만년 전   | 사람과                  |
| 12월 31일, 22:24    | 250만년 전     | 사람속 및 석기          |
| 12월 31일, 23:44    | 40만년 전      | 초기 인류의 불의 이용   |
| 12월 31일, 23:52    | 20만년 전      | 현생 인류               |
| 12월 31일, 23:55    | 11만년 전      | 가장 최근의 빙하기 시작 |
| 12월 31일, 23:58    | 3만 5,000년 전 | 조각 및 회화            |
| 12월 31일, 23:59:32 | 1만 2,000년 전 | 농경의 시작             |

## 역사의 시작
| 날짜 / 시간         | 년 전          | 사건 |
| ------------------- | -------------- | --- |
| 12월 31일, 23:59:33 | 1만 2,000년 전 | 마지막 빙하기의 끝 |
| 12월 31일, 23:59:41 | 8,300년 전     | 도거랜드의 홍수 |
| 12월 31일, 23:59:46 | 6,000년 전     | 동기 시대 |
| 12월 31일, 23:59:47 | 5,500년 전     | 초기 청동기 시대, 원시 문자, 스톤헨지 커서스의 건설 |
| 12월 31일, 23:59:48 | 5,000년 전     | 이집트 제1왕조, 수메르 초기 왕조 시대, 인더스 문명의 시작 |
| 12월 31일, 23:59:49 | 4,500년 전     | 음소문자, 아카드 제국, 바퀴 |
| 12월 31일, 23:59:51 | 4,000년 전     | 함무라비 법전, 이집트 중왕국 |
| 12월 31일, 23:59:52 | 3,500년 전     | 청동기 시대 말기에서 철기 시대 초기, 미노스 화산 분화 |
| 12월 31일, 23:59:53 | 3,000년 전     | 철기 시대, 고전 고대의 시작 |
| 12월 31일, 23:59:54 | 2,500년 전     | 석가모니, 마하비라, 조로아스터, 공자, 아케메네스 왕조 페르시아, 진나라, 고대 그리스, 마우리아 왕조, 베다 완성, 유클리드 기하학, 아르키메데스 물리학, 로마 공화정 |
| 12월 31일, 23:59:55 | 2,000년 전     | 프톨레마이오스 천문학, 로마 제국, 예수, 숫자 0의 발명, 굽타 왕조                                                                                                 |
| 12월 31일, 23:59:56 | 1,500년 전     | 무함마드, 마야 문명, 당나라, 비잔틴 제국의 부상 |
| 12월 31일, 23:59:58 | 1,000년 전     | 몽골 제국, 마라타 제국, 십자군 전쟁, 크리스토퍼 콜럼버스의 아메리카로 항해, 유럽의 르네상스, 요한 제바스티안 바흐 시대의 클래식 음악                             |
| 12월 31일, 23:59:59 | 500년 전       | 근대사, 현재로부터 437.5년 전 |

## 같이 보기
- 지구 달력
- 빅 히스토리 – 빅뱅부터 현재까지 역사를 연구하는 학문 분야
- 자세한 대수적 연대표 – 우주, 지구, 인류의 연대표
- 연표 목록
- 고대사 연표
- 근대사 연표
- 생명진화사 연표
- 제11천년기 이후 – 먼 미래에 대한 과학적 예측
- 인류 진화 연표
- 선사시대사 연표
- 자연사 연표
- 식물 진화 연표 – 식물 진화의 주요 사건에 대한 연대기적 개요
- 우주의 역사 – 우주의 역사와 미래
- 중세사 연표 – 5세기~15세기에 일어난 사건의 연표
- 우주시 – 우주론에서 사용되는 시간
- 지구의 역사